# Max Euwe
Machgielis Euwe dit Max Euwe ([ˈøːʋə]), né le 20 mai 1901 à Watergraafsmeer (Pays-Bas) et mort le 26 novembre 1981 à Amsterdam, est un joueur d'échecs et professeur de mathématiques néerlandais.
Il est le cinquième champion du monde d'échecs, de 1935 à 1937. Bien qu'il pratiquât les échecs en amateur, au contraire des autres champions, Euwe a beaucoup travaillé au service des échecs et a notamment été le président de la Fédération internationale des échecs (FIDE) de 1970 à 1978.
Il a également publié de nombreux livres sur les échecs (la plupart coécrits avec un autre auteur) parmi lesquels d'innombrables manuels traduits dans de nombreuses langues, une Théorie des ouvertures ((nl) Theorie der schaakopeningen) en plusieurs volumes, connue dans le monde entier, sans compter une revue mensuelle sur les ouvertures ((nl)Losbladige Schaakberichten ; en français : Archives des échecs), fondée en 1949.

## Biographie et carrière

### Débuts aux échecs (1901-1921)
Machgielis (appelé par ses amis  Max) Euwe naquit en mai 1901 à Watergraafsmeer dans la banlieue d'Amsterdam. Euwe avait quatre ans quand sa mère lui apprit à jouer aux échecs. À dix ans, il remporta un tournoi le jour de Noël sans perdre une partie. À partir de 1918, il étudia les mathématiques à Amsterdam, interrompant brièvement ses études pour pouvoir consacrer plus de temps aux échecs. À partir de 1919, il fut l'un des meilleurs joueurs des Pays-Bas dont il remporta le championnat à vingt ans, en 1921.

### Docteur en mathématiques

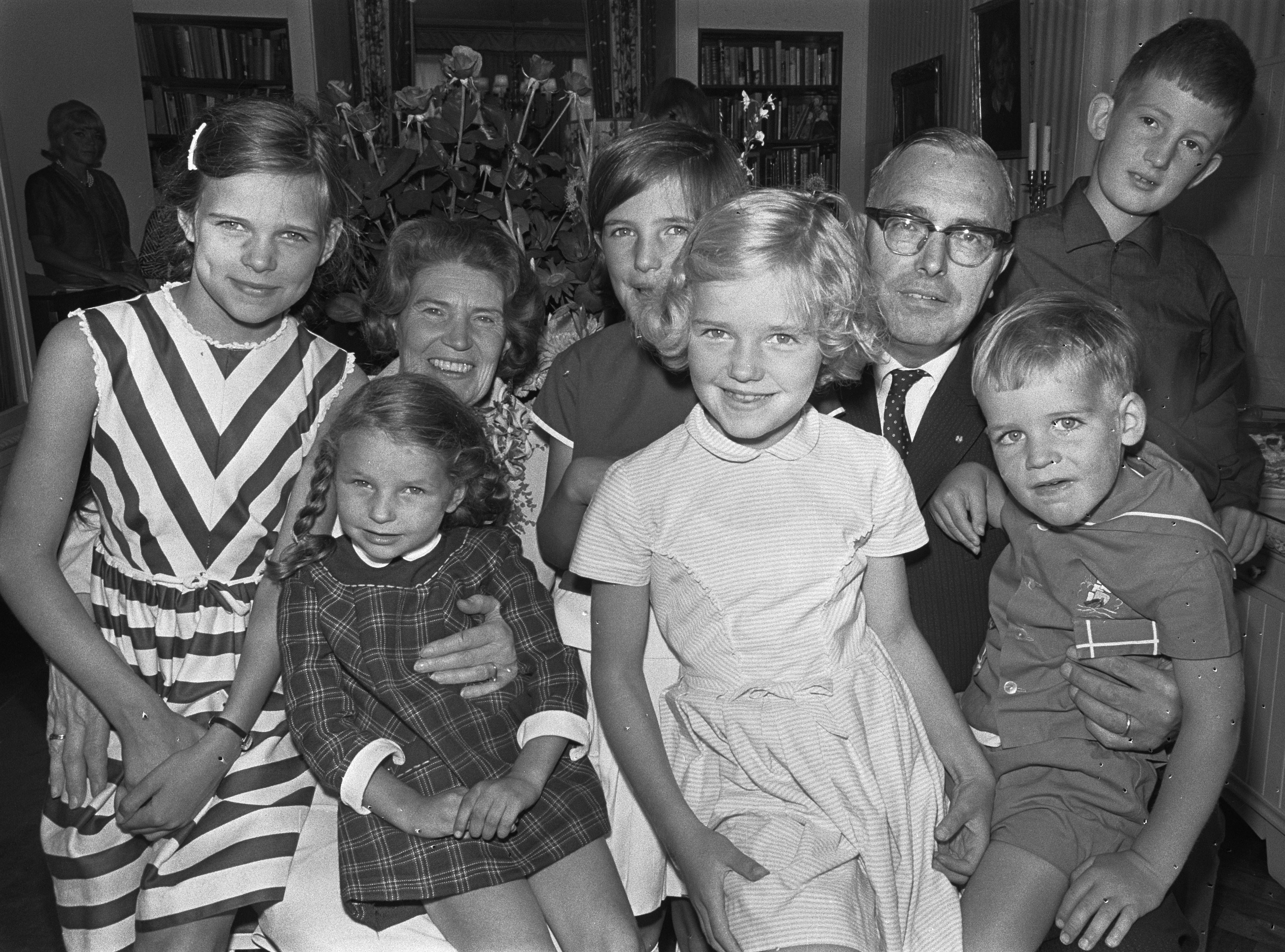
Max Euwe, sa femme et ses petits-enfants en 1966

En novembre 1923, Euwe obtint sa licence en mathématiques cum laude, et il devint enseignant de mathématiques. Après avoir été stagiaire, il fut pendant deux ans enseignant de mathématiques à Rotterdam dans une école supérieure, puis enseignant de mathématiques dans un lycée pour jeunes filles à Amsterdam, tout en se consacrant à la rédaction de sa thèse de doctorat auprès du fondateur de la logique intuitionniste Luitzen Egbertus Jan Brouwer. Une thèse cum laude soutenue le 26 avril 1926 et intitulée Variantes différentielles de deux champs vectoriels covariants à quatre variables. En 1929, il publia une dissertation en allemand sur la théorie du jeu des échecs considéré dans une perspective intuitionniste. Le titre en était Mengentheoretische Betrachtungen über das Schachspiel.
En août 1926, Max Euwe épousa Carolina Elisabeth Bergman (1905-1992). De ce mariage sont nées trois filles dont Caroline Euwe, écrivain pour enfants.

### L'ascension vers le championnat du monde d'échecs (1920-1934)

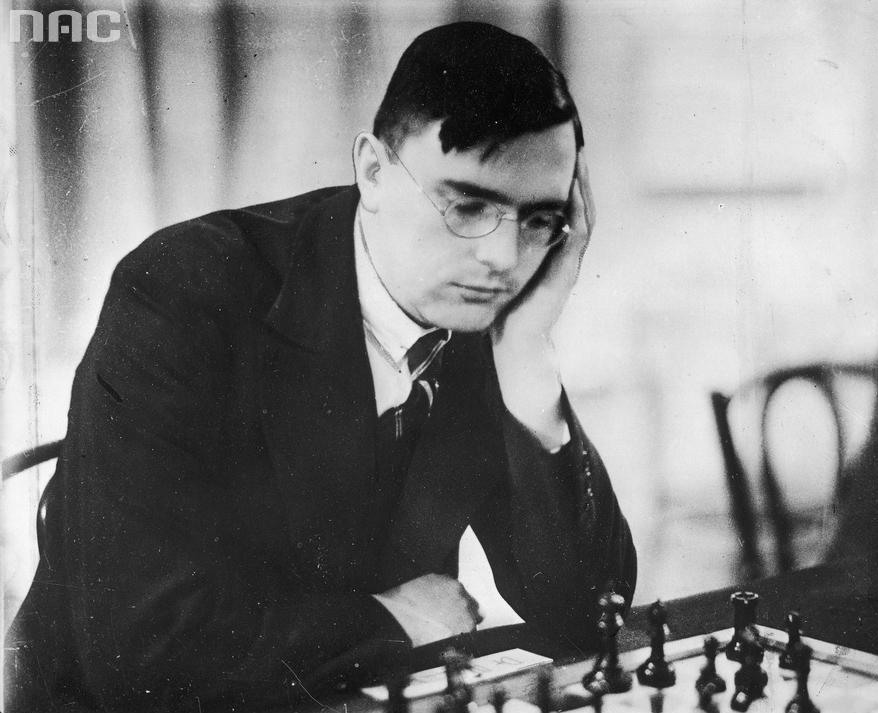
Max Euwe en 1935.

En 1920 et 1921, Max Euwe commença à affronter en match des joueurs plus forts que lui : 
- Richard Réti en 1920 (défaite 1 à 3) ;
- Geza Maroczy, en 1921 avec qui il fit match nul 6 à 6 ;
- Alexandre Alekhine en 1926-1927 ;
- Efim Bogoljubov à trois reprises : en 1928 (championnat du monde de la Fédération internationale des échecs) et 1928-1929, match perdus sur le même score : 4,5 à 5,5, puis en 1941 ;
- José Raul Capablanca en 1931 ;
- Rudolf Spielmann en 1932 et 1935 ;
- Salo Flohr en 1932 et 1937 (exhibition).

De 1921 à 1935, Euwe fut sans interruption champion d'échecs des Pays-Bas, et remporta ce titre douze fois dans toute sa carrière, et travailla beaucoup dans son pays au service du jeu d'échecs.
Il remporta plusieurs tournois internationaux : En 1928, à La Haye, il gagna le championnat du monde amateur disputé en marge des jeux olympiques d'été de 1928. Il remporta trois fois le tournoi d'échecs international d'Hastings. Il gagna en 1923-1924, puis en 1930-1931 (devant Capablanca) et en 1934-1935 (ex æquo avec Flohr et Thomas). En 1934-1935, il devançait Capablanca, Botvinnik et Lilienthal.
Euwe termina également deuxième des tournois de Berne 1932 et Zurich 1934, ex æquo avec Flohr et n'étant devancé que par le champion du monde Alekhine. Ces résultats firent de Max Euwe le challenger naturel d'Alexandre Alekhine pour le championnat du monde d'échecs.

### Champion du monde (1935-1937)

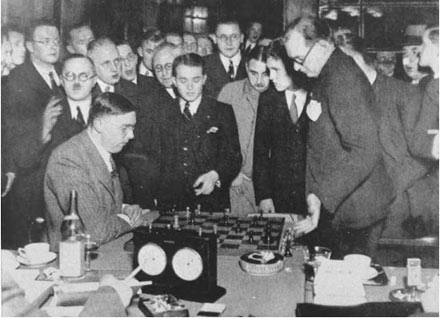
Euwe et Flohr analysent une partie du match Alekhine—Euwe de 1935.

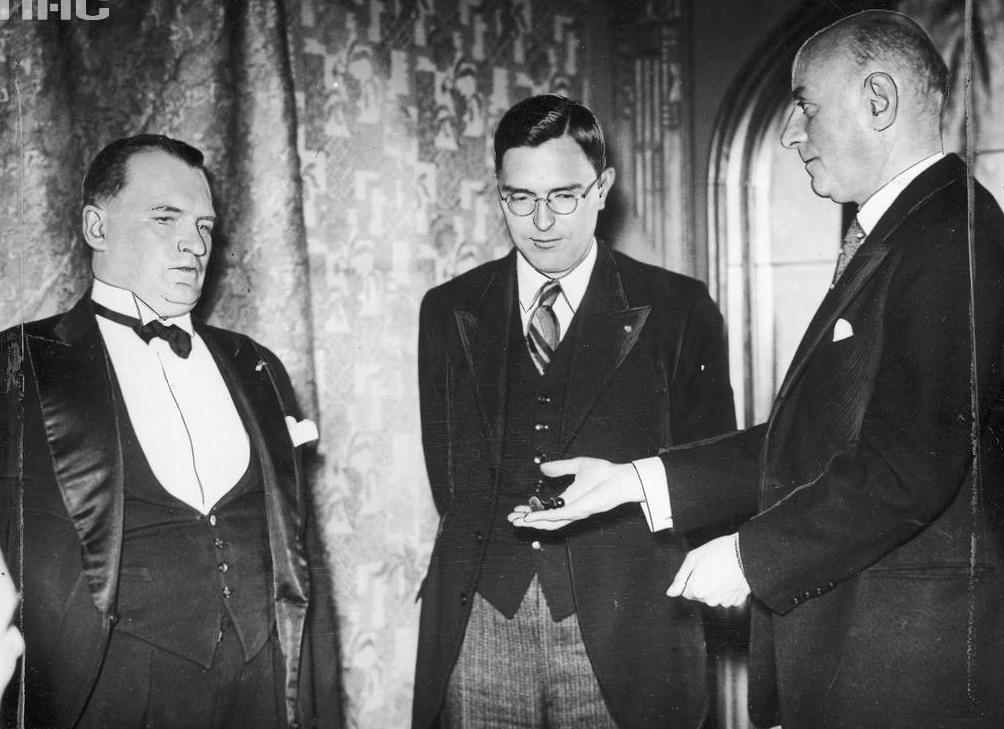
Alekhine (à gauche) et Euwe (au centre) en 1937

En 1935, Euwe disputa enfin le championnat du monde contre le tenant du titre, Alexandre Alekhine. Après sept parties, Alekhine menait 4 victoires à une et deux parties nulles. Euwe n'égalisa le score que brièvement lors de la treizième partie (6,5 à 6,5) et définitivement lors de la  21e partie (10,5 à 10,5). Il ne prit l'avantage que lors de la 25e partie (13 à 12). Après quatre-vingts jours et trente parties, il fut déclaré vainqueur le 15 décembre 1935, sur le score de 15,5 à 14,5 (+9 -8 =13). La partie la plus célèbre de cette rencontre est la 26e, connue sous le nom de Perle de Zandvoort qui lui donna une avance décisive de deux points (14 à 12).
Le titre mondial d'Euwe suscita un grand enthousiasme pour les échecs aux Pays-Bas, où beaucoup de clubs furent fondés en 1935.
Euwe perdit son titre en 1937 dans le match revanche contre Alekhine (9,5 à 15,5). Certains spécialistes, après analyse des parties, sont arrivés à la conclusion paradoxale qu'en 1935, il était en fait moins fort qu'Alekhine, et jouait mieux en 1937, mais d'autres analystes comme les anciens champions du monde Vasily Smyslov, Anatoli Karpov ou Garry Kasparov divergent sur ce point. C'est la méforme d'Alekhine, alimentée entre autres par une consommation excessive d'alcool, qui lui aurait valu la défaite des mains d'Euwe en 1935.

### Succès et revers après 1937

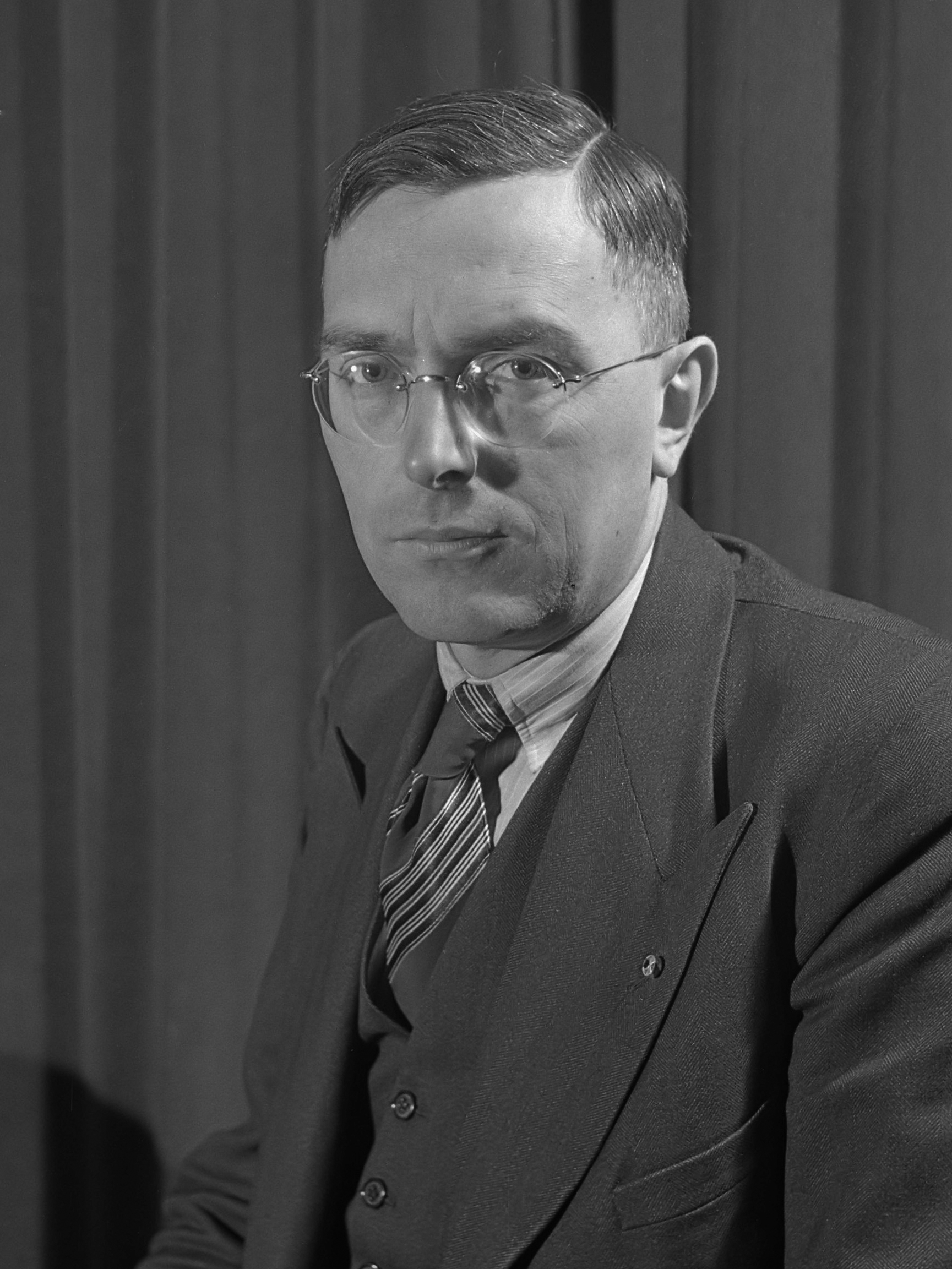
Max Euwe en 1945.

En 1938, Euwe fut 4e du très fort tournoi AVRO remporté par Reuben Fine et Paul Keres devant Mikhaïl Botvinnik.
Après 1937, il continue à disputer de nombreux matchs : en 1939-1940, il perdit un match organisé aux Pays-Bas contre Keres (+5 –6 =3). Il battit Bogoljubov 6,5 à 3,5 en 1941 ; fit match nul (5 à 5) avec Vasja Pirc en 1949 et battit Bobby Fischer en 1957 (match exhibition remporté 1,5 à 0,5).
Après la guerre, Euwe remporta quatre tournois en 1946 (Londres, Leyde, Maastricht et Zaandam), et fut deuxième du très fort tournoi de Groningue en 1946 remporté par Mikhaïl Botvinnik. Il remporta quatre fois le tournoi des hauts-fourneaux de Beverwijk : en 1940, 1942, 1952 et 1958 (ex æquo avec Johannes Donner).
Euwe participa encore au championnat du monde d'échecs 1948 (dernier avec 4 points sur 20) mais il fut absent du tournoi des candidats de 1950 car il ne put se libérer de ses charges d'enseignement. Au  Tournoi des candidats de Zurich 1953, il ne termina que 14e et avant-dernier mais remporta plusieurs parties remarquables.

### Professeur de faculté (1964)
Max Euwe ne négligeait pas sa condition physique et était boxeur amateur. Après 1950, il s'est consacré davantage aux mathématiques et à l'informatique qui était en train de naître. En 1964, il devint professeur de faculté extraordinaire en méthodologie du traitement automatique d'informations à l'Institut supérieur néerlandais d'Économie à Rotterdam et professeur à l'Institut supérieur catholique à Tilbourg.

### Président de la Fédération internationale des échecs (1970-1978)

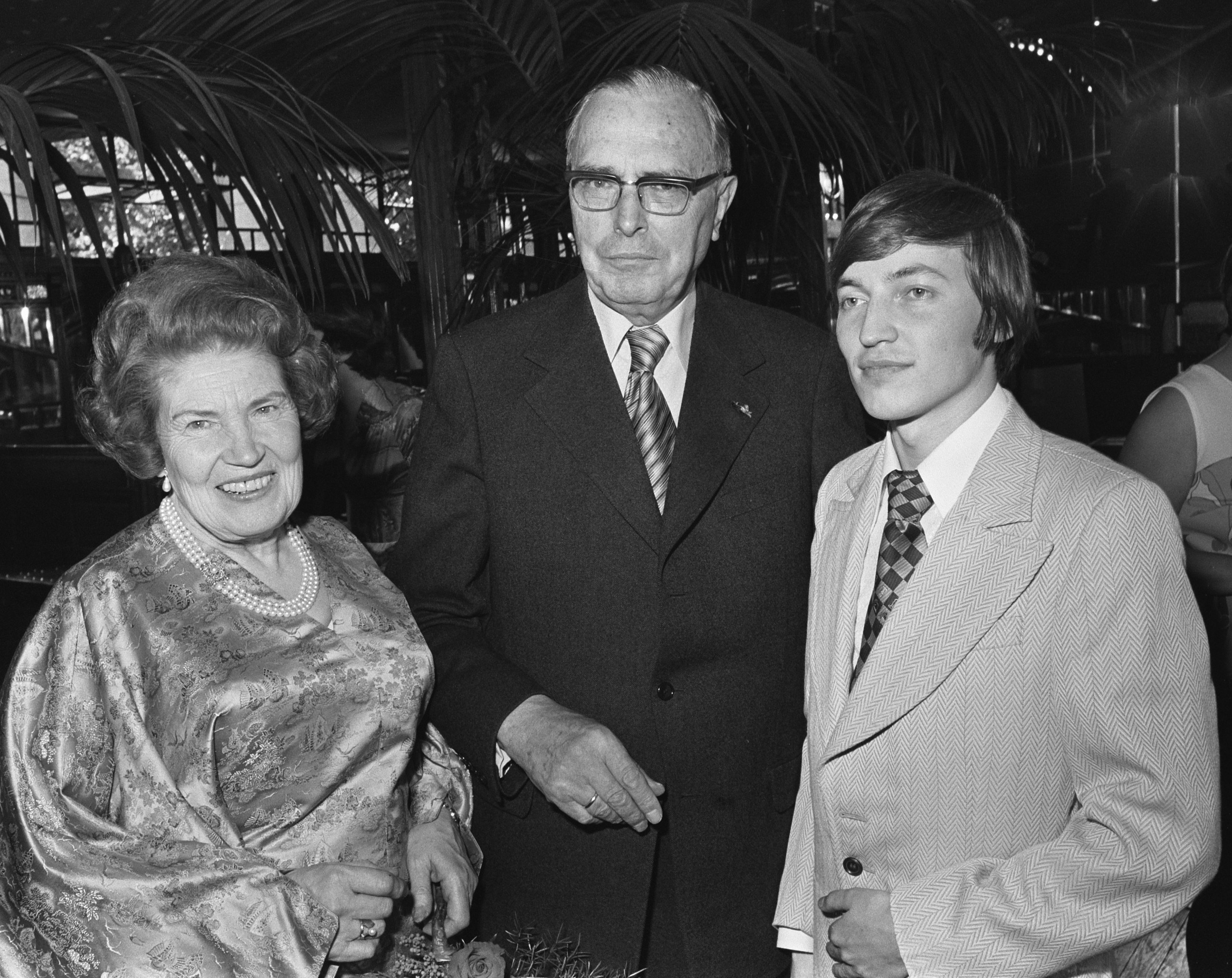
Euwe, sa femme et Anatoli Karpov en 1976.

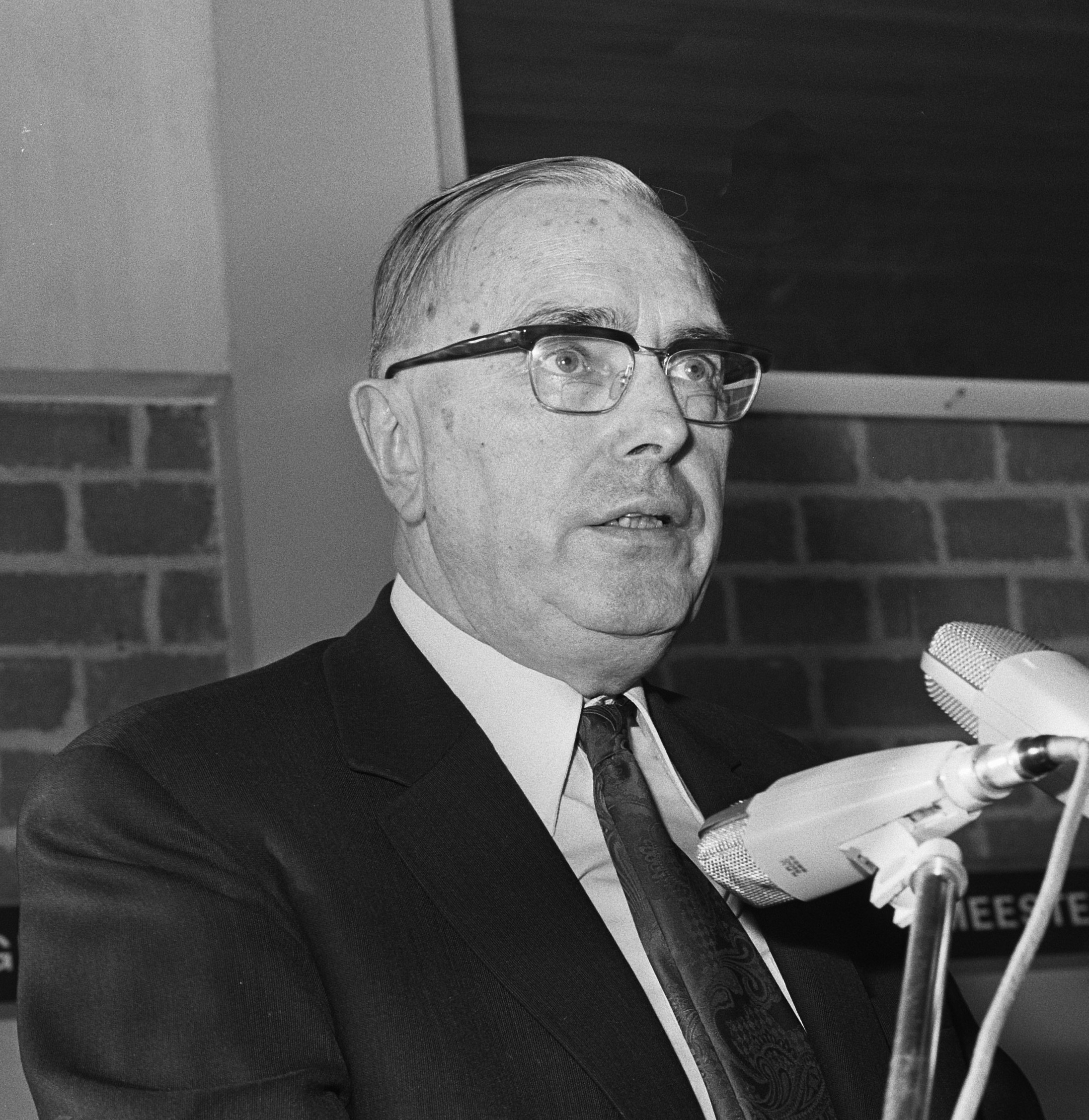
Max Euwe en 1973.

Max Euwe fut président de la FIDE de 1970 jusqu'en 1978 et joua un rôle important lors de la réalisation du match Boris Spassky-Bobby Fischer pour le titre de champion du monde en 1972 à Reykjavik ainsi que les négociations avec Bobby Fischer pour le championnat du monde 1975.
Euwe mourut en 1981 à l'âge de 80 ans à Amsterdam.

### Hommages posthumes

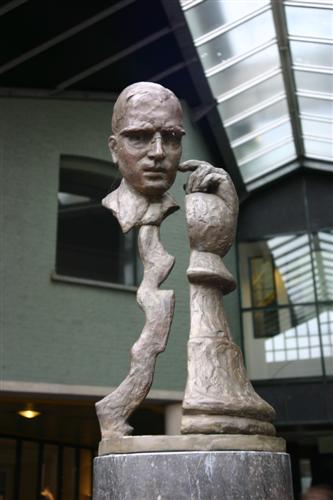
Statue de Max Euwe à Amsterdam.

Le prix Euwe a été créé en l'honneur de Max Euwe. Il est décerné tous les cinq ans à un joueur d'échecs méritant. De 1987 à 1996, était organisé un tournoi de grands maîtres à la mémoire de Euwe, le mémorial Max Euwe.
En 2001 a paru un bloc de deux timbres à son effigie. En dehors des Pays-Bas, on a édité aussi des timbres à son effigie en Mongolie et en Yougoslavie.
En 1982, à Amsterdam, a été créé le Centre Max Euwe qui comprend une bibliothèque spécialisée, un musée et des salles de conférences. À Amsterdam, il a également donné son nom à la place Max Euwe où, le 7 mai 2004, sa statue a été dévoilée, œuvre de l'artiste José Fijnaut, et due à l'initiative de l'association des entrepreneurs de la place Max Euwe.

## Publications

### Auteur de livres sur les échecs

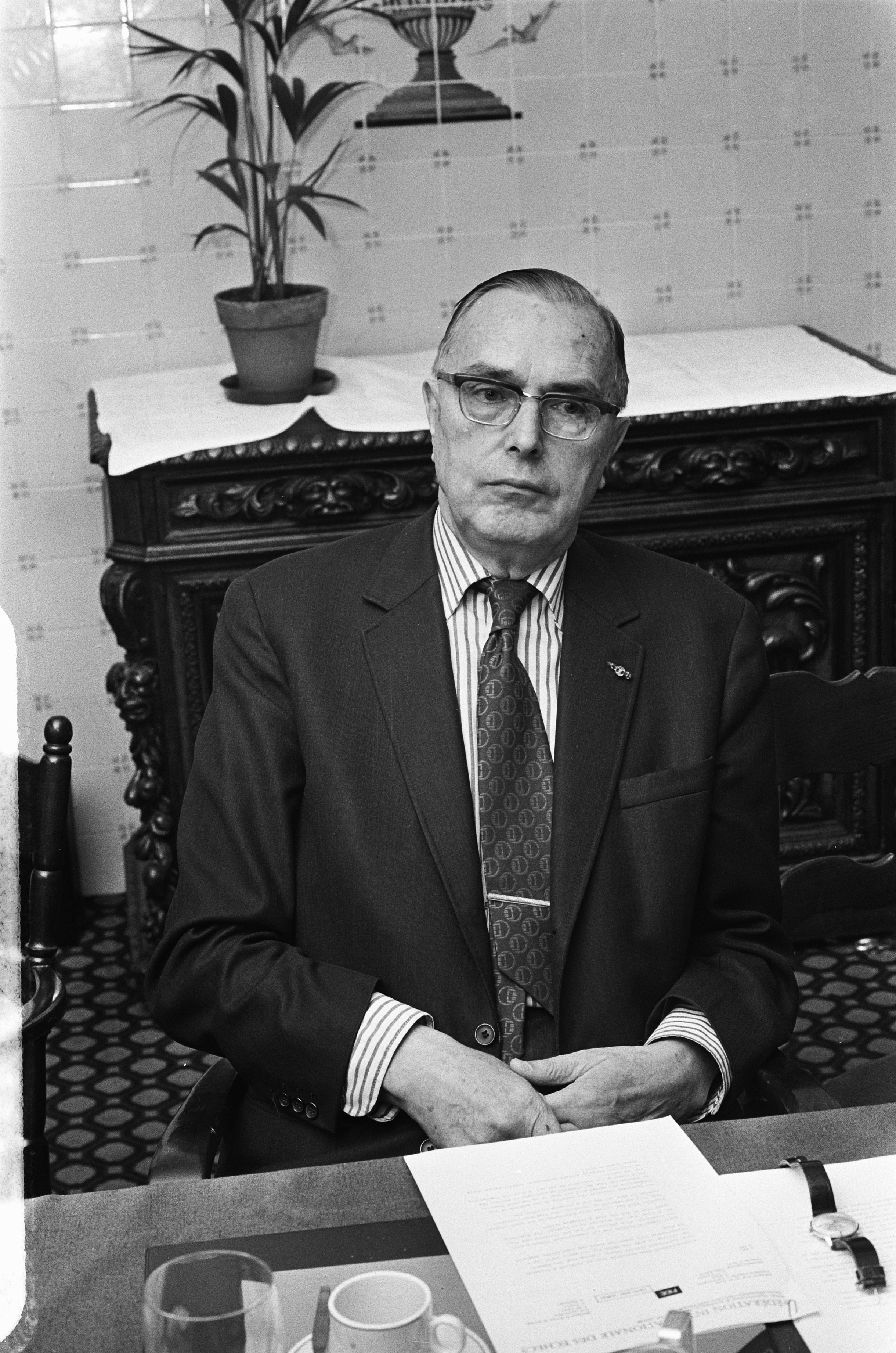
Max Euwe en 1975.

En tant que joueur d'échecs, Max Euwe était connu pour sa maîtrise des ouvertures. Les classifications des débuts « jeux ouverts », « jeux semi-ouverts », « jeux fermés », « jeux semi-fermés » lui sont dues, selon Frits van Seters.
Euwe a écrit de nombreux ouvrages sur les échecs, parmi lesquels une série sur les ouvertures, une série intitulée Leçons pratiques d'échecs et le livre Jugement et plan. Ces livres ont été abondamment traduits. Celui qui semble le plus populaire est peut-être (nl) Oom Jan leert zijn neefje schaken (« Oncle Jan apprend à son neveu à jouer aux échecs ») : pour beaucoup de Néerlandais, il a été le premier ouvrage d'initiation à ce jeu.

### Livres de Euwe traduits en français
- 1952 :
  - Jugement et plan (Oordeel en plan)
  - Position et combinaison
- 1962-1965 (avec Walter Meiden) :
  - Maître contre amateur (Meester tegen amateur, 1963)
  - L'Amateur devient maître
- (nl) Handboek voor de gevorderde schaker, 1956 (éditions précédentes : De beginselen van alle schaakspel, 1939 et De fundamenten van het schaakspel, 1931)
  - en français : L'Indispensable aux échecs, 1986
- (nl) Strategie en taktiek in het schaakspel, 1935
  - traduction en français : Stratégie et tactique aux échecs, édition BOD, collection Histoire du jeu d'échecs, 2020,  (ISBN 978-2-322-22368-8).
- anthologie de parties commentées par Max Euwe, choisies par Alexander Münninghoff[5] :
  - (fr) Ma carrière échiquéenne en 52 parties mémorables, édition BOD, collection Histoire du jeu d'échecs, 2024.  (ISBN 978-2-3225-2343-6).

### Archives des échecs (Losbladige Schaakberichten)
La revue Losbladige Schaakberichten (Archives des échecs) est une encyclopédie de la théorie et de la pratique des échecs  publiée initialement deux fois par mois à partir de 1949. Elle comprenait seize pages par numéro et était éditée par Max Euwe. Une traduction en anglais Chess Archives parut à partir de 1952. La revue a été rééditée en 2012 :
- (en) Chess Archives, Ishi Press, 2012

### Encyclopédie des ouvertures d'échecs (Theorie der schaakopeningen)
- (nl) Theorie der schaakopeningen, 12 volumes :
  - No. 1: Damegambiet I: Orthodox Damegambiet en wat daarmee samenhangt (et ce qui est lié à ça)
  - No. 2: Damegambiet II: Cambridge-Springs, Manhattan, Tarrasch
  - No. 3: Damegambiet III: Slavisch, Aangenomen, Onregelmatig Het Damepionnenspel
  - No. 4: Indisch I: Nimzo-Indisch, G.B. van Goor Zonen's Uitgeversmaatschappij N.V., 's-Gravenhage, Batavia 1938
  - No. 5: Indisch II: Konings-Indisch, Oud-Indisch, Dame-Indisch
  - No. 6: Diverse antwoorden op d4 (Diverses réponses à d4): Budapester, Blumenfeld, Benoni, Hollandsch et alii (et autres)
  - No. 7: Réti complex: Engelsch, Réti-systeem, Birdopening en Diversen (et divers)
  - No. 8: Half-open spelen I: Fransch, Caro Kann
  - No. 9: Half-open spelen II: Siciliaansch, Aljechin, Scandinavisch, Nimzowitsch, Joegoslavisch
  - No. 10: Open spelen I: Spaansch, drie- en vierpaardenspel
  - No. 11: Open spelen II: Tweepaardenspel in de nahand (variantes en découlant), Italiaansch, Schotsch, Russisch et alii
  - No. 12: Open spelen III: Koningsgambiet, Weens, Middengambiet  et alii
- (de) Theorie der Schacheröffnungen, 2e édition, 12 volumes, 1503 pages, 1286 diagrammes.

### Recueils de parties et livres de tournois
- avec Alexandre Alekhine : (nl)  Aljechin-Euwe 1935. De Strijd om het Wereldkampioneschap Schaken, Gespeeld in Nederland in 1935
- Alexandre Alekhine, avec des annotations de Max Euwe :  World Chess Championship 1937
- (en) From My Games, 1920 - 1937, Harcourt, 1939

- (nl) Analysen van A.V.R.O.'s wereldschaaktoernooi, édité pa AVRO, Amsterdam 1938. (Heruitgave 1979,  (ISBN 90-6083-287-6))
- avec Hans Kmoch : (nl)  Groningen 1946: Het Staunton Wereldschaak Tournooi, 1947
  - (en) The Groningen International Chess Tournament 1946, 1949
- (nl) Wereld Kampioenschap Schaken 1948, De Tijdstroom, Lochem, 1948
  - (en)The Hague-Moscow 1948: Match/Tournament for the World Chess Championship, Russell Entreprises, 2013, traduction en anglais par Piet Verhagen, avant-propos de Hans Ree
- (nl) 101 partijen van het Europees schaaktoernooi te Hilversum in 1947
- avec Lodewijk Prins : (nl) Wereldschaaktoernooi Amsterdam 1950
- (en) The Development of Chess Style, 1968,
  - 2e édition augmentée (par John Nunn) , Batsford, 1997,
- (nl) Fischer en zijn voorgangers, Hollandia, 1975
  - (en) Fischer and His Predecessors in the World Chess Championship, 1977

### Livres écrits en collaboration
- avec Lodewijk Prins
  - (en) Meet the Masters, The Modern Chess Champions and Their Most Characteristic Games - With Annotations and Biographies (1940), 2e édition, Pitman, 1945,Étude du style des huit participants au tournoi AVRO de 1938.
  - (nl) Het Schaakphenomeen Jose Raoul Capablanca Y Graupera :19 November 1888 - 8 Maart 1942, 1946
- (en) avec Haije Kramer, The Middle Game, Bell,
- (en) avec M. Blaine et J.F.S. Rumble, The Logical Approach to Chess, 1958 ; Dover, 1986
- (en) avec Jan Timman, Fischer World Champion (1972), 2e édition, New in Chess, 2002
- (en) avec David Hooper, A Guide to Chess Endings, Dover, 1976

## Palmarès

### Tournois et principaux matchs

#### Tournois d'hiver d'Amsterdam (tournois V.A.S. et A.S.C.)
Le tournoi d'hiver du club V.A.S. ((nl)Verenigd Amsterdams Schaakgenootschap, union des cercles d'échecs d'Amsterdam) à Amsterdam était la compétition d'échecs la plus importante aux Pays-Bas après le championnat des Pays-Bas.
- 1918-1919 : 2e
- 1919-1920 : 4e : 7,5 / 11 (+5 −1 =5) (victoire de Marchand)
- 1920-1921 : 2e : 6,5 / 9 (+6 −2 =1) (victoire de Speijer)
- 1921-1922 : 1er : 9 / 10 (+8 =2) (devant Maroczy)
- 1922-1923 : 1er : 10,5 / 12 (+9 =3)
- 1923-1924 : 1er : 14,5 / 15 (+14 =1)
- 1924-1925 : 1er : 8 / 8
- 1925-1926 : 1er : 7 / 8 (+6 =2)
- 1926-1927 : 1er : 6,5 / 7 (+6 =1)
- 1927-1928 : 1er-2e (ex æquo avec Weenink) : 10 / 10 lors des préliminaires et 6,5 / 7 (+6 =1) lors de la finale.

Max Euwe faisait aussi partie du club A.S.C. (Amsterdam Schaak Club, club d'échecs d'Amsterdam) qui organisait également un tournoi pendant l'hiver.
- 1918-1919 : 2e (victoire de Van Hartingsvelt[9])
- 1919-1920 : 1er : 12,5 / 14 (devant H. Van Hartingsvelt, J. De Koning et G. Kroone[10])
- 1920-1921 : 1er : 11 / 13 (+11 −2 =0)
- 1921-1922 : 2e : 8 / 9 (+8 −1 =0)
- 1922-1923 : 1er : 9,5 / 10 (+9 =1)

#### 1917-1929: l'ascension parmi l'élite
En novembre 1921, Euwe termina 9e et avant-dernier, avec 2 points sur 9 (+1 –6 =2), du tournoi de La Haye remporté par Alekhine. En 1922, il finit 9e-11e à Pistyan (avec 8,5 points sur 18, +4 –5 =9, tournoi remporté par Bogoljubov) et onzième à Londres (avec 5,5 points sur 15, +4 –8 =3, tournoi remporté par Capablanca).
En juillet-août 1923, à Schéveningue, Euwe disputa un match-tournoi (système dit « Schéveningue ») par équipe Pays-Bas contre étrangers (P. Johner, R. Spielmann, G. Maroczy, R. Réti, E. Colle, F. Yates, J. Mieses, H. Norman-Hansen , E. Znosko-Borovsky et H. Van Linschoten). Il finit premier ex æquo avec A. Spejer, de l'équipe des Pays-Bas avec 4,5 points sur 10.
| Année      | Vainqueur ou ex æquo | Deuxième à sixième |
| ---------- | --- | --- |
| 1917       | Utrecht, tournoi C : 4,5 / 5 | |
| 1918       | Zwolle : 3 / 3 (tournoi de la Buitensocieteit, devant Van Foreest) | Arnhem, tournoi B (2e après Kloosterboer) : 3,5 / 5 (+3 –1 =1) (tournoi B de la fédération néerlandaise — NSB)1918-1919 : Amsterdam (6e) : 5,5 / 10 (+4 –3 =3) (1er tournoi Silver Queen, victoire de Fick devant Weenink) |
| 1919       | Haarlem : 4 / 5 (+4 –1 =0) (tournoi A de la fédération néerlandaise — NSB) | Hastings, tournoi C (4e-6e) : 7,5 / 11 (+6 –3 =2) (12e congrès britannique disputé en août, victoire de Kirk)Amsterdam (6e) : 2 / 6 (+2 –4 =0) (tournoi organisé par le V.A.S., victoire de Réti et Marchand)Championnat des Pays-Bas (2e après Marchand) (La Haye) : 4,5 / 7 (+3 –1 =3) |
| 1919 -1920 | Amsterdam (championnat du club A.S.C.) : 12,5 / 14 | Amsterdam (tournoi d'hiver du club V.A.S., 4e) : 7,5 / 11 (victoire de Marchand devant Hartingsvelt)Amsterdam (Silver Queen, 5e-6e) : 3,5 / 7 (+1 –1 =5) (tournoi remporté par Spejer devant Marchand et Weenink) |
| 1920       | Tournoi de Bromley B : 7,5 / 10 (+6 –1 =3) (tournoi de Pâques (avril), groupe B, ex æquo avec E.G. Sergeant) Préliminaires B (2e-3e) : 3,5 / 5 ; finale groupe B : 4 / 5Amsterdam (août-septembre) : 3 / 3Amsterdam (tournoi d'automne) : 2 / 3Scheveningue : 5,5 / 7 (+5 –1 =1) (tournoi Silver Queen ou Silver Cup)1920-1921 : tournoi d'hivers du club A.S.C. : 11 / 13 | Amsterdam (4e) : 3,5 / 6 (+3 –2 =1) (tournoi de mai, victoire de Réti devant Maroczy et Tartakover)Match contre Réti : 1–3 (+1 -3 =0)Göteborg-groupe B (2e-3e) : 10 / 15 (+7 –2 =6) (août 1920, victoire de Johner devant A. Nilsson)Scheveningue (2e après van Gelder) : 2 / 3 (+2 –1 =0) (coupe SSS, tournoi à quatre disputé fin décembre)1920-1921 : tournoi d'hiver du V.A.S. (2e) : 6,5 / 9 |
| 1921       | Broadstairs (ex æquo avec John O'Hanlon) : 8 / 10 (+7 –1 =2) Préliminaires : 4,5 / 5 ; finale (1er-2e) : 3,5 / 5 (+3 –1 =1)Championnat des Pays-Bas (Nimègue) : 5,5 / 7 (+5 –1 =1)(Bad Ausee, Budapest) Match contre Maroczy : 6–6 (+2 -2 =8) | Vienne (2e derrière Sämisch) : 7,5 / 11 (+6 –2 =3) Budapest (6e) : 5,5 / 11 (+4 –4 =3) (victoire de Alekhine devant Grünfeld, Kostic, Tartakover et Balla) |
| 1922       | Scheveningue (coupe SSS) : 6 / 6 | La Haye (3e-4e) : 3 / 5 (+3 –2 =0) (tournoi thématique remporté par Tarrasch) |
| 1923       | Amsterdam (tournoi organisé par le V.A.S.) : 2,5 / 3Scheveningue (coupe SSS) : 6 / 6 | Mährisch Ostrau (5e-6e) : 7 / 13 (+4 –3 =6) (victoire de Lasker devant Réti, Grünfeld, Selesnieff et Tartakover) |
| 1923 -1924 | Tournoi de Noël de Hastings : 7,5 / 9 (+7 –1 =1) (devant Yates et Maroczy)Tournois d'hiver d'Amsterdam (14,5/15) et Rotterdam (11/11) | |
| 1924       | Weston-super-Mare : 7,5 / 9 (+6 =3) Championnat des Pays-Bas (Amsterdam) : 7 / 9 (+6 –1 =2) | Tournoi olympique de Paris (4e-6e) : 8 / 13 (+6 –3 =4) (demi-finale : 4 / 5 (+4 –1) ; finale A : 4 / 8, +2 –2 =4) (finale remportée par Mattison devant Apšenieks et Colle) |
| 1925       | Wiesbaden : 4,5 / 6 (+3 =3)Scheveningue (coupe SSS) : 8 / 9 | Amsterdam V.A.S. (2e derrière Jacques Davidson) : 2 / 3 (+ 2 –1) (3e : F. Sämisch ; 4e : H. Weenink) |
| 1926       | Weston-super-Mare : 8 / 9 (+7 =2) Championnat des Pays-Bas (Utrecht) : 10 / 11 (+9 =2) | Amsterdam A.S.C. (3e) : 1,5 / 3 (+1 –1 =1) (victoire de Colle devant Tartakover)1926-1927 : Match contre Alekhine : 4,5–5,5 (+2 -3 =5) (Amsterdam, Zutphen, La Haye, Rotterdam) |
| 1927       | Utrecht (mémorial von der Eerden) : 6,5 / 71927-1928 : Amsterdam (tournoi d'hiver du club V.A.S., 1er-2e) (ex æquo avec Weenink) : 6,5 / 7 (+6 =1), 10/10 en demi-finale | Olympiade de Londres (6e) : 10,5 / 15 (+7 –1 =7) (George Thomas médaille d'or) |
| 1928       | Championnat olympique amateur (La Haye) : 12 / 15 (+10 –1 =4) | Championnat du monde FIDE contre Bogolioubov (Amsterdam, La Haye, Scheveningue) : 4,5–5,5 (+2 -3 =5)Bad Kissingen (3e-4e) : 6,5 / 11 (+4 –2 =5) (congrès bavarois, victoire de Bogoljubov devant Capablanca) |
| 1929       | Championnat des Pays-Bas (Amsterdam) : 8,5 / 9 | 1928-1929 : match contre Bogolioubov : 4,5–5,5 (+1 -2 =7) (La Haye, Rotterdam, Scheveningue, Utrecht, Amsterdam)Carlsbad (5e-7e) : 12 / 21 (+6 –3 =12) (victoire de Nimzowitsch devant Capablanca et Spielmann) |

#### 1930-1942: champion du monde
| Année | Vainqueur ou ex æquo | Deuxième à sixième |
| ----- | --- | --- |
| 1930  | 1930-1931 : Hastings : 7 / 9 (+6 –1 =2) (devant Capablanca et Sultan Khan) | Amsterdam (2e derrière Weenink) : 3 / 5 (+2 –1 =2) |
| 1931  | Amsterdam A.S.B. (ex æquo avec Landau) : 2,5 / 3Rotterdam (ex æquo avec Landau) : 4 / 5 (+3 =2) | Match contre Capablanca : 4 – 6 (+0 -2 =8) |
| 1932  | Match contre Spielmann : 3 - 1 (+2 =2)Matchs contre Flohr (Amsterdam et Carlsbad) : 8–8 (+3 -3 =10)La Haye (coupe Keus) : 5,5 / 6 | 1931-1932 : Hastings (3e) : 5 / 9 (+3 −2 =4) (victoire de Flohr devant Kashdan)Berne (2e-3e) : 11,5 / 15 (+8 =7) (victoire de Alekhine devant Flohr)                                                  |
| 1933  | Amsterdam (janvier, tournoi à quatre, devant Prins)Amsterdam : 4,5 / 5 (avril, devant R. Spielmann)Championnat des Pays-Bas (La Haye, Leyde) : 8 / 9 (+7 =2)                                                                               | |
| 1934  | 1934-1935 : Hastings (1er-3e) : 6,5 / 9 (+4 =5) (ex æquo avec Flohr et Thomas, devant Capablanca, Botvinnik et Lilienthal) | Zurich (2e-3e) : 12 / 15 (+10 −1 =4) (victoire de Alekhine devant Flohr)Léningrad (6e) : 5,5 / 11 (+2 −2 =7) (victoire de Botvinnik devant Romanovski, Rioumine, Rabinovitch et Kan)                  |
| 1935  | Amsterdam : 2,5 / 3Championnat du monde contre Alekhine (Pays-Bas) : 15,5–14,5 (+9 -8 =13) | |
| 1936  | Leyde (1er mémorial Noteboom) : 2 / 3 Amsterdam A. S B. : 5 / 7 (+3 =4, ex æquo avec Fine) (devant Alekhine, Landau et Grünfeld) | Zandvoort (2e derrière Fine) : 7,5 / 11 (+5 −1 =5) Tournoi de Nottingham (3e-5e) : 9,5 / 14 (+7 −2 =5) (victoire de Botvinnik et Capablanca devant Fine et Reshevsky)                                 |
| 1937  | Bad Nauheim, Stuttgart et Garmisch : 4 / 6 (+3 −1 =2, devant Alekhine, Bogoljubov et Sämisch) Match exhibition contre Alekhine : 3 - 2 (+2 −1 =2)                                                                                          | Olympiade de Stockholm (3e) : 9,5 / 13 (+8 −2 =3) (victoire de Flohr devant Kéres)Championnat du monde contre Alekhine (Pays-Bas) : 9,5–15,5 (+4 -10 =11)                                             |
| 1938  | Championnat des Pays-Bas (Amsterdam) : 9 / 11 (+7 =4) | Noordwijk (4e) : 5 / 9 (+3 −2 =4) (victoire de Eliskases devant Kéres et Pirc)Tournoi AVRO (Pays-Bas) (4e-6e) : 7 / 14 (+4 −4 =6) (victoire de Kéres et Fine devant Botvinnik, Reshevsky et Alekhine) |
| 1939  | Amsterdam (KNSB) (1er-3e) (ex æquo avec Flohr et Szabo) : 3,5 / 5 (+2 =3)Hilversum (VARA) : 3,5 / 5 (+2 =3) (ex æquo avec Landau)Bournemouth : 9 / 11 (+7 =4) Championnat des Pays-Bas (Amsterdam) : match contre Landau : 7,5–2,5 (+5 =5) | 1938-1939 : Hastings (2e derrière Szabo) : 6,5 / 9 (+5 −1 =3) 1939-1940 : match contre Keres (Rotterdam) : 6,5–7,5 (+5 -6 =3)                                                                         |
| 1940  | Tournoi de Beverwijk : 3 / 3 Budapest : 4,5 / 5 Rotterdam : 7 / 9 Amsterdam : 6,5 / 7 et 4 / 5 | Delft (2e derrière Kmoch) : 2 / 3 (+1 =2) |
| 1941  | Baarn : 6 / 7 (+5 =2)Match contre Bogolioubov : 5–2 (+5 -2 =0) | Tournoi de Beverwijk (3e) : 1,5 / 3 (+1 −1 =1) (victoire de Wijnans devant Cortlever) |
| 1942  | Tournoi de Beverwijk : 4,5 / 5Championnat des Pays-Bas (La Haye) : match contre van den Hoek : 8–2 (+6 =4) | |

#### 1945-1958
En juin-juillet 1949, Euwe disputa des mini-matchs contre les meilleurs joueurs d'Europe de l'Est : Trifunovic (1-1 en Yougoslavie), Szabo (0,5-1,5 en Hongrie) et Jan Foltys (1,5-0,5 en Tchécoslovaquie), puis, en septembre, il battit Alexander (1,5-0,5). En 1950, il annonçait qu'il ne pourrait pas participer au tournoi des candidats de Budapest prévu en avril 1950. Il se consacrait à l'écriture de ses traités sur le milieu de jeu et continuait à enseigner dans son école secondaire.
En 1953, il termina quatorzième et avant-dernier du Tournoi des candidats de Zurich avec 11,5 points sur 28. En 1954, il perdit son titre de champion des Pays-Bas contre Jan Hein Donner, qu'il battit l'année suivante en match. Il ne participa plus par la suite aux championnats de son pays.
| Année | Vainqueur ou ex æquo | Deuxième à sixième |
| ----- | --- | --- |
| 1946  | Londres : 9,5 / 11 (+9 −1 =1) Maastricht : 7,5 / 9 (+7 −1 =1)Zaandam : 9,5 / 11 (+9 −1 =1) Leyde : 6,5 / 7 (+6 =1)                                                             | 1945-1946 : Hastings (3e-5e) : 7 / 11 (+5 −2 =4) (victoire de Tartakover devant Ekström) Tournoi de Groningue (2e derrière Botvinnik) : 14 / 19 (+11 −2 =6) |
| 1947  | | Mar del Plata (5e-6e) : 10,5 / 17 (+7 −3 =7) et Buenos Aires (4e) : 4,5 / 10 (+2 −3 =5) (tournois remportés par Stahlberg devant Najdorf)Hilversum (4e-5e) : 3,5 / 7 (+3 −3 =1) (victoire de O'Kelly et Muhring) |
| 1948  | Plymouth : 5 / 7 (+4 −1 =2) (ex æquo avec Kitto)(Rotterdam) Championnat des Pays-Bas : match contre van Scheltinga : 5,5–2,5 (+3 =5)Reykjavik : 3,5 / 5 (+2 =3)                | Championnat du monde (5e et dernier) : 4 / 20 (+1 −13 =6) (La Haye-Moscou, victoire de Botvinnik devant Smyslov) Venise (4e) : 8 / 13 (+5 −2 =6) (victoire de Najdorf devant Barcza et Canal) |
| 1949  | Leyde (mémorial Noteboom) : 2 / 3 (+1 =2) (vainqueur après un départage avec Barendregt) Copenhague : 5,5 / 7 (+4 =3) Baarn : 6,5 / 7(Bled) Match contre Pirc : 5–5 (+2 -2 =6) | 1948-1949 : New York (3e-4e) : 5 / 9 (+2 –1 =6) (victoire de Fine devant Najdorf et Pilnik) 1949-1950 : Hastings (3e) : 5,5 / 9 (+3 −1 =5) (victoire de Szabo devant Rossolimo) |
| 1950  | Championnat des Pays-Bas (Amsterdam) : 9,5 / 11 (+8 =3)Berlin : 4,5 / 5 (+4 =1)1950-1951 : Lucerne (1er-2e) : 5,5 / 7 (+5 −1 =1) (tournoi de Noël, ex æquo avec Pilnik)        | Beverwijk (2e-3e) : 6 / 9 ( (+4 −1 =4) (victoire de Donner devant Rossolimo)Olympiade de Dubrovnik (6e) : 8 / 12 (+5 –1 =6) (victoire de Unzicker et Najdorf devant Reshevsky, Gligoric et O'Kelly)Amsterdam (6e-7e) : 11,5 / 19 (+5 –1 =13) (victoire de Najdorf devant Reshevsky, Stahlberg, Gligoric, Pirc et Pilnik) |
| 1951  | Gijón : 8 / 10 (+7 −1 =2)La Haye : 3 / 4 (+2 =2, ex æquo avec Donner)Göteborg : 5,5 / 7 (+4 =3)                                                                                | New-York (2e-3e) : 7,5 / 11 (+6 −2 =3) (mémorial Wertheim, victoire de Reshevsky devant Najdorf)Paignton (2e derrière Golombek) : 6 / 7 (+6 −1 =0) |
| 1952  | Beverwijk : 7,5 / 9 (+6 =3)Championnat des Pays-Bas (Enschede) : 7,5 / 11 (+5 −1 =5)                                                                                           | Bâle (2e derrière Vidmar) : 5 / 7 (+3 =4) (mémorial Voellmy) Zurich (2e-3e) : 9,5 / 13 (+8 −2 =3) (tournoi jubilé remporté par Lundin devant Christoffel) |
| 1953  | Ploča (ex æquo avec Rossolimo) : 4 / 5 (+4 –1 =0)La Haye : 3,5 / 4 (+3, =1)Mont-Pèlerin sur Vevey (Suisse): 4 / 5 (+4 –1 =0) (tournoi Clare Benedict, ex æquo avec Rossolimo)  | Beverwijk (3e-6e) : 7 / 11 (+4 −1 =6) (victoire de Rossolimo devant O'Kelly, Donner, Kramer et Toran) |
| 1954  | | Championnat des Pays-Bas (Amsterdam) (2e-3e) : 7 / 11 (+4 −1 =6) (tournoi remporté par Donner devant Cortlever)Zurich (3e) : 7,5 / 11 (+5 −1 =5) (tournoi Clare Benedict) (victoire de Lothar Schmid devant Nievergelt)                                                                                                  |
| 1955  | Veenendaal : 3,5 / 5 (+2 =3) (ex æquo avec van Scheltinga)Wageningue (1er-2e) : 2 / 3 (+1, =2)                                                                                 | Johannesbourg (3e) : 5 / 7 (+4 −1 =2) (victoire de Heidenfeld et Muhring) |
| 1956  | 1955-1956 : match contre Donner : 7–3 (+4 -0 =6) (La Haye, championnat des Pays-Bas)                                                                                           | Lenzerheide (tournoi Clare Benedict) : 4 / 5 (+3 =2) |
| 1957  | (New York) Match contre Fischer : 1,5–0,5Berne (tournoi Clare Benedict) : 4,5 / 5                                                                                              | |
| 1958  | Beverwijk : 5,5 / 9 (+3 −1 =5) (ex æquo avec Donner) | Chaumont (Neuchâtel) (tournoi Clare benedict) : 1,5 / 4 (+1 -2 =1) Olympiade de Munich (2e après Gligoric) : 8,5 / 11 (+7 −1 =3) |

### Matchs

#### Matchs contre les meilleurs joueurs du monde
- 1921 : (Bad Aussee – Budapest) match contre Geza Maroczy : 6–6 (+2 -2 =8)
- 1928 : championnat du monde amateur disputé aux Pays-Bas  contre Bogoljubov : 4,5–5,5 (+2 -3 =5)
- 1928-1929 :  match contre Bogolioubov : 4,5–5,5 (+1 -2 =7)
- 1931 : match contre Capablanca : 4 – 6 (+0 -2 =8)
- 1935 : match de championnat du monde contre Alekhine (Pays-Bas) : 15,5–14,5 (+9 -8 =13)
- 1937 : match revanche de championnat du monde contre Alekhine  (Pays-Bas) : 9,5–15,5 (+4 -10 =11)
- 1939-1940 : match contre Keres (Rotterdam) : 6,5–7,5 (+5 -6 =3)

#### Matchs d'entraînement
- 1926-1927 : match contre Alexandre Alekhine (+2 -3 =5)
- 1931 : match contre Salo Landau (+3 -1 =2)
- 1931 : match contre Daniël Noteboom (+3 =3)
- 1932 : match contre Rudolf Spielmann (+2 -0 =2)
- 1934 : match contre Johannes van den Bosch (+6 -0 =0)
- 1934 : match contre Landau (+4 -1 =1)
- 1935 : match contre Rudolf Spielmann : 4-6
- 1939 : match contre Landau (+5 -0 =5)

#### Autres matchs disputés de 1919 à 1928
- 1919 : (Amsterdam)
  - matchs contre Kroone[20] : 5–5 (+4 –4 =2) et 3–2 (+2 –1 =2)
- 1920 (Amsterdam) : 
  - (Amsterdam-Nimègue) match contre Reurt Meijer : 5,5–0,5
  - match contre Max Marchand[note 3] (+5 -5 =0)
  - match contre van Hartingsvelt : 6,5 - 4,5 (+6 -4 =1)
  - match contre Wiersma : 4–1, =0
  - match contre Keemink : 4–1, =0
- 1920-1921 : 
  - (Amsterdam) match contre Oskam : 3–1 (+2 –0 =2)
  - match contre Adolf Olland : 5,5–1,5 (+5 -1 =1)
- 1921 (Amsterdam) : 
  - match contre Oskam : 13–6 (+11 –4 =4)
  - match contre Speijer : +4 –1
  - match contre Baay : 3,5–1,5 (+3 –1 =1)
- 1921-1922 :  match contre Olland  : 6,5–3,5 (+5 -2 =3)
- 1922 : (Berlin) match contre Kagan  : 1,5–0,5
- 1923 : (Amsterdam)
  - matchs contre Kroone (+3 -1), Spaans (3,-0,5), Speijer (3,-0,5), Straat (2,5-0,5), van Hartingsvelt (4,5-0,5), Lohr (3-0), Schelfhout (+1 -1) et Weeninck (2-0)
- 1924 :
  - (Zutphen) match contre Edgar Colle (+5 -3 =0)
  - (Amsterdam) match contre Jacques Davidson (+5 -1 =3)
- 1926 : (Amsterdam) match contre Davidson (+3 -0 =2)
- 1927 : (Amsterdam) 
  - match contre Davidson (+2 -0 =1)
  - match contre Schelfhout (+2 -0)
- 1928 : (Amsterdam)
  - matchs contre Colle (+5 -0 =1) et (+1 -0 =2)

#### Matchs disputés après 1940
- 1941 : match contre Haije Kramer : 7-1 (+6 =2)
- 1950 : 
  - match contre Donner (+1 -0 =3)
  - match contre Wijnans : 3,5-0,5
- 1955-1956 : match contre Donner (La Haye, championnat des Pays-Bas) : 7–3 (+4 =6)
- 1957 ; match exhibition contre Bobby Fischer : 1,5-0,5
- 1975 : match exhibition contre Sosonko : 0,5-1,5

### Compétitions par équipe

#### Olympiades
Max Euwe a participé à sept olympiades de 1927 à 1962 ; il a remporté une médaille d'argent et une médaille de bronze individuelles.
- 1927 (Londres) : 10,5 / 15 (+7 -1 =7), 6e place individuelle, quatrième par équipe
- 1937 (Stockholm) : 9,5 / 13 (+8 -2 =3), médaille de bronze individuelle, sixième par équipe
- 1950 (Dubrovnik) : 8 / 12 (+5 -1 =6), 6e place individuelle, cinquième par équipe
- 1954 (Amsterdam) : 7,5 / 13 (+4 -2 =7), 10e place individuelle, huitième par équipe
- 1958 (Munich) : 8,5 / 11 (+7 -1 =3), médaille d'argent individuelle, quatorzième par équipe
- 1960 (Leipzig) : 6,5 / 16 (+3 -6 =7), 29e place individuelle, dixième par équipe
- 1962 (Varna) : 4 / 7 (+1 =6), onzième par équipe

#### Matchs par équipe
- 1920 : match radio Hollande - Berlin contre Sämisch : 0,5-0,5
- 1922 : match Allemagne-Pays-Bas contre Post (Allemagne) : 2–0
- 1923 : (Scheveningue) match-tournoi par équipe Pays-Bas - Reste du monde (étrangers) : 4,5 / 10
- 1951 (Düsseldorf) : match RFA - Pays-Bas contre Unzicker : 2 - 0
- 1952 : 
  - match radio Hollande - Afrique du Sud contre Heidenfeld : 1 - 0
  - (Londres) match Grande-Bretagne - Pays-Bas contre Klein 0,5 - 0,5
- 1954 (Utrecht) : match RFA - Pays-Bas contre Unzicker : 1 - 1 (+0-0, =2)
- 1955 (demi-finale du championnat d'Europe par équipe) : 
  - (Vienne) match Autriche - Pays-Bas contre Josef Lokvenc : 1 - 1 (+0-0, =2)
  - (Rotterdam) match Pays-Bas - Tchécoslovaquie contre Filip : 1,5 - 0,5
- 1957 (Dortmund) : match RFA - Pays-Bas contre Unzicker : 1 - 1 (+0-0, =2)
- 1958 :
  - Flushing : match Pays-Bas - Grande-Bretagne contre Penrose : 1,5 - 0,5
  - Leeuwarden : match Pays-Bas - Espagne contre Toran : 1,5 - 0,5
- 1960 (Cheltenham) : match Grande-Bretagne - Pays-Bas contre Penrose :  1 - 1  (+0-0, =2)
- 1973 : match vieille Hollande contre jeune Hollande contre Hans Ree : 1,5 - 0,5 (+1 =1)

## Quelques parties remarquables

### Euwe - Rubinstein, 1923
Max Euwe-Akiba Rubinstein
Ostrava (Moravie-Silésie), 1923
Partie du pion dame (Code ECO : D05) :

1. Cf3 d5 2. d4 Cf6 3. e3 e6 4. Fd3 c5 5. b3 Cc6 6. 0-0 Fd6 7. Fb2 0-0 8. a3 b6 9. Ce5 Fb7 10. Cd2 De7 11. f4 Tfd8 12. Tf3 Ce4 13. Th3 f5 14. Fxe4 dxe4 15. Dh5 Fxe5 16. Dxh7+ Rf7 17. fxe5 Th8 18. Dxh8 Txh8 19. Txh8 Fa6 20. Cf1 Dd7 21. Td1 Cxe5 22. d5 Cg4 23. dxe6+ Dxe6 24. Thd8 Fb5 25. c4 Fe8 26. T1d5 f4 27. h3 fxe3 28. Cg3 e2 29. Cxe2 Ce3 30. Tg5 g6 31. Cf4 De7 32. Txg6 Cf5 33. Tf6+ Rg8 34. Txe8+ Dxe8 35. Txf5 e3 36. Tg5+ Rh7 37. Th5+  1-0.

### Euwe - Alekhine, 1935
Max Euwe - Alexandre Alekhine, Zandvoort (Pays-Bas), vingt-sixième partie du championnat du monde d'échecs 1935, 3 décembre 1935
Défense hollandaise (Code A90)

### Euwe- Botvinnik, 1938
Max Euwe-Mikhaïl Botvinnik
Tournoi AVRO, 1938
Défense Grünfeld, variante russe (Code D96) :

1. d4 Cf6 2. c4 g6 3. Cc3 d5 4. Cf3 Fg7 5. Db3 c6 6. Ff4 dxc4 7. Dxc4 Fe6 8. Dd3 Cd5 9. Fd2 Cb4 10. Db1 c5 11. dxc5 C8a6 12. e4 Cxc5 13. Fb5+ Fd7 14. 0-0 0-0 15. Fe3 Fxb5 16. Cxb5 Dd3 (16... Db6 est meilleur) 17. Cc7 (avec la double menace sur Ta8 et Cc5) Cxe4 (si 17... Tc8 18. Fxc5 menace le Cb4 : si Cc2 19. Fxe7) 18. Cxa8 Txa8 19. Td1 Dxb1 20. Taxb1 e6 21. Td7 b6 22. Tc1 Ff8 23. Ce5 Cd5 24. Cxf7 Fe7 25. Ce5 Ff6 26. Cd3 Cxe3 27. fxe3 Fg5 28. Tcc7 Fxe3+ 29. Rf1 Cf6 30. Txa7 Tc8 31. Tg7+ Rh8 32. Tgc7 Td8 33. Ce5 Te8 34. Te7  1-0.

### Euwe - Landau, 1939
Max Euwe - Salo Landau
Amsterdam, 1939
Variante tchèque de la défense slave (Code ECO : D18), :

1. d4 d5 2. c4 c6 3. Cf3 Cf6 4. Cc3 dxc4 5. a4 Ff5 6. e3 e6 7. Fxc4 Fb4 8. 0-0 Cbd7 9. Db3 Db6? (9...a5!) 10. e4! Fg6 (10...Cxe4? 11. Cxe4 Fxe4 12. Fxe6!) 11. Fxe6!! Landau n'ayant pas roqué, Euwe ouvre en grand le centre par un sacrifice de pièce et plonge Landau dans les affres de l'enfer 11...fxe6 12. a5! Fxa5 13. Dxe6+ Rd8 (13...Rf8? 14. e5 Te8 15. Dh3) 14. e5 Te8 15. Dh3! Fxc3 16. exf6! Fb4 17. fxg7 Fd6? (Après 17...Tg8 18. Fh6 la position n'est pas claire) 18. Ce5! Fxe5 19. dxe5 Ff7?! 20. Td1 Fd5 21. e6 Cf6 (21...Fxe6 Dxe6! ; 21...Ce5 22. Dxh7) 22. Fg5 Re7 23. Dc3 1-0.

## Citations
« In one quality I was deficient, the ability to distinguish between the inspired and the unsound » (J'étais déficient dans une qualité, celle de faire la distinction entre l'inspiré et le malsain). »